# 4671 Drtikol
4671 Drtikol је астероид главног астероидног појаса чија средња удаљеност од Сунца износи 2,385 астрономских јединица (АЈ).
Апсолутна магнитуда астероида је 12,7.